# Гебрізелм
Гебрізелм (д/н — бл. 383 до н. е.) — володар Одриського царства в 386—383 роках до н. е.

## Життєпис
За різними відомостями був сином або братом царя Севта I. Після смерті останнього 410 року до н. е. отримав частину Одриського царства, ставши парадинастом (молодшим співцарем) разом з Месадом, визнаючи першість Амадока I. Володіння Гебрізелма розташовувалися вдолині річки Мелас (притоку Гебру).
Про його діяльність замало відомостей. Ймовірно у 400 році до н. е. спілкувався з Ксенофонтом. що повертався на чолі найманців-спартанців з невдалого походу Кіра Молодшого з Персії. Ксенофонт називає Гебрізелма Абродзельмом. У 386 році до н. е. очолюваводриське посольство до Афін. На той час першість серед царів одрисів захопив Севт II. Було домовлено про військовий союз між Афінами і Одриським царством. На честь цього одриські царі викарбували монету з головою Горгони Медузи. Ймовірно того ж або наступного року Гебрізелм повалив Севта II, ставши одноосібним володарем Одриського царства.
Гебрізелм дотримувався союзних стосунків з Афінами. Карбував власні монети (4 типи бронзових монет високої якості)) в Кіпсалі (сучасна Іпсала, біля Едірне, Туреччина). Також була відновлена влада одрисів над фракийськими племенами на південь і захід від Гебру. Втім у 383 році до н. е. царя було вбито Котісом, сином Севта II, який став новим царем.